# Xevioso kulufa
Xevioso kulufa är en spindelart som beskrevs av Griswold 1990. Xevioso kulufa ingår i släktet Xevioso och familjen Phyxelididae. Inga underarter finns listade i Catalogue of Life.